# Leucandra echinata
Leucandra echinata är en svampdjursart som först beskrevs av Carter 1886.  Leucandra echinata ingår i släktet Leucandra och familjen Grantiidae. Inga underarter finns listade i Catalogue of Life.